# João Lucas Reis da Silva
João Lucas Reis da Silva (Recife, 26 de marzo de 2000) es un tenista brasileño. Su mejor ranking ATP en singles ha sido el 259, alcanzado el 8 de mayo de 2023. En tanto, en dobles su mejor ranking fue el 204, alcanzado el 13 de noviembre de 2023.

## Trayectoria
Reis da Silva comenzó a jugar tenis a los tres años, inspirado por su hermano mayor, que también competía a nivel junior. A los 13, se trasladó a São Paulo para ampliar su formación, donde vivió y entrenó durante siete años antes de trasladarse a Río de Janeiro. 
En juniors logró ser top 30 y disputar los cuatro Grand Slam, siendo su mejor resultado la tercera ronda en Roland Garros 2018.  

## Vida personal
En diciembre de 2024, Reis da Silva se convirtió en el primer tenista masculino en activo abiertamente homosexual. Su historia generó un revuelo en redes sociales, recibiendo interacciones positivas tras el anuncio.  Actualmente mantiene una relación con el actor y modelo brasileño Gui Sampaio.

## Títulos en ATP Challenger Tour (2; 0+2)

### Dobles (8)
| N.º | Fecha               | Torneo                       | Superficie    | Pareja               | Oponentes en la final            | Resultado        |
| --- | ------------------- | ---------------------------- | ------------- | -------------------- | -------------------------------- | ---------------- |
| 1.  | 12 de marzo de 2023 | Challenger de Santiago       | Tierra batida | Pedro Boscardin Dias | Diego Hidalgo Cristian Rodríguez | 6-4, 3-6, [10-7] |
| 2.  | 26 de enero de 2025 | Challenger de Punta del Este | Tierra batida | Gustavo Heide        | Facundo Mena Marco Trungelliti   | 6-2, 6-3         |

## Títulos enFutures(12; 4+8)

### Individuales (4)
| N.º | Fecha                   | Torneo       | Superficie    | Oponente en la final    | Resultado         |
| --- | ----------------------- | ------------ | ------------- | ----------------------- | ----------------- |
| 1.  | 20 de mayo de 2018      | Curitiba     | Tierra batida | Thiago Seyboth Wild     | 6-7 (1), 6-3, 6-2 |
| 2.  | 10 de noviembre de 2019 | M15 Cancún   | Dura          | Colin Sinclair          | 6-2, 6-4          |
| 3.  | 16 de febrero de 2020   | M15 Cancún   | Dura          | Maximiliano Estevez     | 7-6 (11), 6-1     |
| 4.  | 1 de junio de 2025      | M25 Coquimbo | Tierra batida | Luciano Emanuel Ambrogi | 6-2, 7-6 (6)      |

### Dobles (8)
| N.º | Fecha                    | Torneo             | Superficie    | Pareja                       | Oponentes en la final                             | Resultado        |
| --- | ------------------------ | ------------------ | ------------- | ---------------------------- | ------------------------------------------------- | ---------------- |
| 1.  | 29 de julio de 2018      | Vilna              | Tierra batida | Matheus Pucinelli de Almeida | Marc Dijkhuizen Bart Stevens                      | 6-2, 6-2         |
| 2.  | 18 de noviembre de 2018  | Ribeirão Preto     | Tierra batida | Fernando Yamacita            | Rafael Matos André Miele                          | 6-1, 7-6 (3)     |
| 3.  | 23 de junio de 2019      | M15 Balatonalmádi  | Tierra batida | Matheus Pucinelli de Almeida | Lenny Hampel Neil Oberleitner                     | 6-4, 7-6 (1)     |
| 4.  | 8 de noviembre de 2020   | M15 Quinta do Lago | Dura          | Matheus Pucinelli de Almeida | Jonathan Binding Yann Wojcik                      | 7-6 (1), 6-1     |
| 5.  | 23 de mayo de 2021       | M15 Brčko          | Tierra batida | Gilbert Klier Junior         | Rémy Bertola Maximilian Neuchrist                 | W/O              |
| 6.  | 30 de mayo de 2021       | M25 Kiseljak       | Tierra batida | Jelle Sels                   | Gilbert Klier Junior Matheus Pucinelli de Almeida | 4-6, 6-4, [10-4] |
| 7.  | 19 de septiembre de 2021 | M25 Medellín       | Tierra batida | Gilbert Klier Junior         | Pedro Boscardin Dias Gustavo Heide                | 6-4, 4-6, [10-8] |
| 8.  | 12 de junio de 2022      | Santo Domingo      | Dura          | Dan Added                    | Jake Bhangdia Gabriel Evans                       | 6-4, 6-3         |